# هسنیجه
هسنیجه روستایی است در بخش مهردشت (علویجه) از توابع نجف آباد. قدمت روستا براساس سنگ نوشته‌های قبرستان قدیمی روستا بالغ بر ۱۰۰۰ سال است. در زمان صفویه یکی از استراحتگاه‌های کاروانهای مسیر اصفهان به گلپایگان بوده‌است. به همین دلیل کاروانسرای شاه عباسی ساخته شده در این روستا یکی از آثار فرهنگی مهم این منطقه بحساب می‌آید. در زمان های گذشته موقع حمله افغان ها به اصفهان بختیاری ها جلوی پیشروی افغان ها بسوی تهران را در نزدیکی شهر مورچه خورت و هسنیجه گرفتند بیشتر مردمان هسنیجه بختیاری هستند مردمان این روستا به شغل کشاورزی و دامداری مشغول می‌باشند. در سال‌های اخیر وجود شهرکهای صنعتی هسنیجه، دهق و علویجه در نزدیکی روستا موجب جذب بخشی از نیروی کار به بخش صنعت شده‌است.
در چند سال اخیر به دلیل کمبود بارش و مشکلات ناشی از بحران آب و نبود امکانات آموزشی کافی در روستا بیشتر افراد خصوصا جوانان به شهرهای مجاور مهاجرت کرده‌اند
این روستا زادگاه استاد بزرگ رشته نمایش و تعزیه یکی از برجستگان ادبیات نمایشی استاد ابراهیم کریمی هسنیجه می باشد که آثار فاخری در حوزه اجرای نمایش و نگارش نمایشنامه های مذهبی داشته است